# Turniej im. Feliksa Stamma
Międzynarodowy Turniej im. Feliksa Stamma – prestiżowy turniej bokserski organizowany od 1977 roku w Warszawie (wyjątkowo: 1985 Toruń, 1990 Włocławek i Warszawa, 1997 Elbląg) na cześć wybitnego polskiego trenera Feliksa Stamma.
Wśród zwycięzców turnieju są m.in. tacy bokserzy jak: Lennox Lewis (1987) czy Aleksandr Powietkin (2002). W marcu 2018 roku odbyła się jego 35. edycja.

## Zwycięzcy dotychczasowych turniejów

### I Turniej – 1977 r.[1]
Kategorie od papierowej do ciężkiej:
 Wojciech Odalski

 Henryk Średnicki

 Mieczysław Massier

 Wiktor Rybakow 

 Stanisław Osetkowski

 Władimir Sorokin

 Kazimierz Szczerba

 Roger Leonard

 George Kabuto

 Tadija Kačar

 Jewgienij Gorstkow

### II Turniej – 1978 r.[2]
Kategorie od papierowej do ciężkiej:
 Israel Acosta

 Henryk Średnicki

 Władysław Pilecki

 Richard Nowakowski

 John Munduga

 Bogdan Gajda

 Aleksander Brydak

 Żelu Georgijew 

 Wiesław Niemkiewicz

 Jacek Kucharczyk

 Michaił Subbotin

### III Turniej – 1979 r.[3]
Kategorie od papierowej do ciężkiej:
 Henryk Pielesiak

 Constantin Titoiu

 Andrzej Danielak

 Krzysztof Kosedowski

 John Munduga

 Derge Petronijević

 Aleksander Brydak

 Todor Terzijew

 Abubeker Samunyanya

 Paweł Kubis

 Grzegorz Skrzecz

### IV Turniej – 1981 r.[4]
Kategorie od papierowej do superciężkiej:
 Henryk Pielesiak

 Zbigniew Raubo

 Sławomir Zapart

 Eduardo Moreira

 Richard Nowakowski

 Roman Misiewicz

 Darryl Robinson

 Adam Kozłowski

 Michael Grogan

 Paweł Skrzecz

 Grzegorz Skrzecz

 Warren Thompson

### V Turniej – 1982 r.[5]
Kategorie od papierowej do ciężkiej:
 Ryszard Majdański

 Zbigniew Raubo

 Henryk Średnicki

 Emilio Ruiz

 Kazimierz Adach

 Thomas Schulz

 Lutz Käsebier

 Adam Kozłowski

 Stanisław Łakomiec

 Krzysztof Michałowski

 Norbert Kwapik

### VI Turniej – 1983 r.[6]
Kategorie od wagi papierowej do superciężkiej:
 Janusz Starzyk

 Mike Knuth

 Cerendorżin Amarżargał

 Tomasz Nowak

 Kazimierz Adach

 Yonel Pera

 Kamel Abdould

 Adam Kozłowski

 Henryk Petrich

 Stanisław Łakomiec

 Janusz Czerniszewski

 Marek Pałucki

### VII Turniej – 1985 r.[7]
Kategorie od muszej do superciężkiej:
 Walery Czernych

 Ricardo Diaz

 Rafael Perez

 Luis Mendez

 Hartmut Krüger

 Juan Carlos Lemus

 Ralf Hunger

 Tino Ramirez

 Krzysztof Michałowski

 Rinat Triszew

 Juan Carlos Delis

### VIII Turniej – 1986 r.[8]
Kategorie od papierowej do superciężkiej:
 Tibor Horvath

 Mickey Bates

 Jurij Aleksandrow

 Bill Downey

 Reiner Gies

 Dariusz Czernij

 Faouzi Hattab

 Enrico Richter

 Henryk Petrich

 Stanisław Łakomiec

 Wiesław Dyła

 Andriej Orieszkin

### IX Turniej – 1987 r.[9]
Kategorie od papierowej do superciężkiej:
 Marcelo Rogelio

 Timofiej Skriabin

 Faat Gatin

 Grzegorz Jabłoński

 Dariusz Kosedowski

 Todd Foster

 Andriej Trocenko

 Luis Hernandez

 Egerton Marcus

 Stanisław Łakomiec

 Andrzej Gołota

 Lennox Lewis

### X Turniej – 1989 r.[10]
Kategorie od papierowej do superciężkiej:
 Hector Hernandez

 Leszek Olszewski

 Andreas Tews

 Bogdan Maczuga

 Fermin Espinoza

 Olaf Tren

 Leonid Malicki

 Jan Dydak

 Grigorij Razumienko

 Aleksander Kriwonosow

 Józef Włodarczyk

 Vitas Markievicius

### XI Turniej – 1990 r.[11]
Kategorie od papierowej do superciężkiej, ze zdublowaną lekką:
 Rafał Niedbalski

 Rowan Williams

 Robert Ciba

 Dariusz Kasprzak

 Martin Harley

 Grzegorz Jabłoński

 Dariusz Czernij

 Aleksander Szkalikow

 Jan Dydak

 Robert Buda

 Wojciech Bartnik

 Michaił Sadowski

 Henryk Zatyka

### XII Turniej – 1994 r.[12]
Kategorie od papierowej do superciężkiej:
 Andrzej Rżany

 Leszek Olszewski

 Robert Ciba

 Maciej Zegan

 Jacek Bielski

 Anders Styve

 Dmitrij Obolencew

 Józef Gilewski

 Tomasz Borowski

 Rostisław Zaulicznyj

 Wojciech Bartnik

 Luis Nazaro Ulacia

### XIII Turniej – 1995 r.[13]
Kategorie od papierowej do superciężkiej:
 Siergiej Kazakow

 Hamkur Nurmagomedow

 Jerzy Struzik

 Maciej Zegan

 Dariusz Snarski

 Jacek Bielski

 Pavel Dostal

 Siergej Karawajew

 Tomasz Borowski

 Zbigniew Górecki

 Wojciech Bartnik

 Henryk Zatyka

### XIV Turniej – 1997 r.[14]
Kategorie od papierowej do superciężkiej:
 Marian Velicu

 Daniel Zajączkowski

 Crinu Olteanu

 Rafał Sikora

 Leonard Doroftei

 Dorel Simion

 Marian Simion

 Robert Gortat

 Ariel Hernández

 Konstantin Gorbunow

 Siergej Dyczkow

 Alexis Rubalcaba

### XV Turniej – 1998 r.[15]
Kategorie od papierowej do superciężkiej:
 Mejfy Ismaiłow

 Andrzej Rżany

 Jerzy Struzik

 Andriej Kozłowski

 Andriej Kotelnik

 Jacek Bielski

 Nurhan Smanow

 Emarchan Ibraimoow

 Denis Inkin

 Tomasz Adamek

 Wojciech Bartnik

 Muchtarchan Dyldäbekow

### XVI Turniej – 1999 r.[16]
Kategorie od papierowej do superciężkiej:
 Rafael Lozano

 Walery Sidorenko

 Juan Garcia

 Mariusz Cieślak

 Władimir Ilchibajew

 Sławomir Malinowski

 Ruslan Chairow

 Mirosław Nowosada

 Paweł Kakietek

 Aleksiej Astrachancew

 Wojciech Bartnik

 Andriej Kutasejewicz

### XVII Turniej – 2000 r.[17]
Kategorie od papierowej do superciężkiej:
 Darren Langley

 Marcin Jaworek

 Andrzej Liczik

 Viorel Simion

 Andriej Dudczenko

 Danny Happe

 Wiktor Poliakow

 Mirosław Nowosada

 Paweł Kakietek

 Aleksy Kuziemski

 Andreass Gustafsson

 Grzegorz Kiełsa

### XVIII Turniej – 2001 r.[18]
Kategorie od papierowej do superciężkiej:
 Siergiej Kazakow

 Andrzej Rżany

 Andrzej Liczik

 Krzysztof Szot

 Semen Rimanowskij

 Sławomir Malinowski

 Mariusz Cendrowski

 Mirosław Nowosada

 Andriej Gogolew

 Andriej Fiedczuk

 Aleksandr Aleksiejew

 Aleksiej Lezin

### XIX Turniej – 2002 r.[19]
Kategorie od papierowej do superciężkiej:
 Veaceslav Gojan

 Andrzej Rżany

 Andrzej Liczik

 Agasi Mamedow

 Murat Chraczew

 Konstantin Czuriłow

 Mariusz Cendrowski

 Mirosław Nowosada

 Piotr Wilczewski

 Aleksy Kuziemski

 Roman Romanczuk

 Aleksandr Powietkin

### XX Turniej – 2003 r.[20]
Kategorie od muszej do superciężkiej:
 Jérôme Thomas

 Ali Hallab

 Marcin Łęgowski

 Murat Chraczew

 Willy Blain

 Mariusz Cendrowski

 Robert Gniot

 Denis Czernych

 Wiktar Zujeu

 Grzegorz Kiełsa

### XXI Turniej – 2004 r.[21]
Kwalifikacje olimpijskie

Kategorie: 51, 57, 64, 75, 91 kg
 Bato-Munko Wankiejew

 Aleksiej Tiszczenko

 Patrick Bogere

 Marian Simion

 Vüqar Ələkbərov

### XXII Turniej – 2005 r.[22]
Kategorie od 48 do + 91 kg
 Redouane Asloum

 Andrzej Rżany

 Ali Hallab

 Khedafi Djerkhir

 Krzysztof Szot

 Michał Starbała

 Xavier Noël

 Artur Zwarycz

 Tomas Adamek

 Krzysztof Zimnoch

 Aleksandr Apanasionok

### XXIII Turniej – 2006 r.[23]
Kategorie od 48 do +91 kg
 Łukasz Maszczyk

 Igor Samoylenko

 Krzysztof Rogowski

 Andrzej Liczik

 Krzysztof Szot

 Seryk Säpijew

 Zarif Radu

 Baktijar Artajew

 Erdos Dżanabengerow

 Łukasz Janik

 Aleksandr Apanasionok

### XXIV Turniej – 2007 r.[24]
Kategorie od 48 do + 91 kg
 Łukasz Maszczyk

 Bato-Munko Wankiejew

 Chawazi Chacygow

 Andrzej Liczik

 Krzysztof Szot

 Aleksandr Maletin

 Oleg Komissarow

 Nikołaj Gałoczkin

 Jewgienij Makarienko

 Wiktar Zujeu

 Isłam Timurzijew

### XXV Turniej – 2008 r.[25]
Kategorie od 48 do +91 kg
 Łukasz Maszczyk

 Zou Shiming

 Siergiej Wodopjanow

 Michał Chudecki

 Aleksiej Tiszczenko

 Hraczik Dżawachian

 Michał Starbała

 Matwiej Korobow

 Artur Bietierbijew

 Krzysztof Zimnoch

 Zhang Zhilei

### XXVI Turniej – 2009 r.[26]
Kategorie od 48 do + 91 kg
 Kelvin de la Nieve

 Rafał Kaczor

 Wisłan Dałchajew

 Michał Chudecki

 Eduard Chussainow

 Zdenek Chladek

 Vasili Belous

 Dmitrij Chudinow

 Sergiej Karniejew

 Krzysztof Zimnoch

 Wiktar Zujeu

### XXVII Turniej – 2010 r.[27]
Kategorie mężczyzn od 48 do + 91 kg i kobiet 51, 60, 75 kg
Kobiety:

 Karolina Michalczuk

 Karolina Graczyk

 Lidia Fidura

Mężczyźni:

 Byrżan Żakypow

 Piotr Gudel

 Ravzan Andreiana

 Andrzej Liczik

 Samat Baszenow

 Danijar Jeleusinow

 Kamil Szeremeta

 Konstantin Buga

 Gottlieb Weiss

 Pawieł Nikitajew

 Wiktar Zujeu

### XXVIII Turniej – 2011 r.[28]
Kategorie mężczyzn od 49 do + 91 kg i kobiet 51, 60, 75 kg
Kobiety:

 Karolina Michalczuk 

 Karolina Graczyk

 Lidia Fidura

Mężczyźni:

 Ferhat Pehlivan

 Khalid Yafai

 John Joe Nevin

 Fatih Keleş

 Michał Syrowatka

 Egidius Kavaliauskas

 Darren O’Neill

 Joe Ward

 Bahram Muzaffer

 Roberto Cammarelle

### XXIX Turniej – 2012 r.[29][30]
Kobiety:

51 kg:  Karolina Michalczuk 

60 kg:  Gulsum Tatar

75 kg:  Lidia Fidura

Mężczyźni:

49 kg:  Issakułow Azamat

52 kg:  Rafał Kaczor

56 kg:  Siergiej Wodopjanow

60 kg:  Bunyamin Aydin

64 kg:  Uranchimeg Erdene Munkh

69 kg:  Sasun Karapetyan

75 kg:  Artiom Czebotariow

81 kg:  Serhij Łapin

91 kg:  Eugenijus Tutkus

+ 91 kg:  Gasan Gimbatow

### XXX Turniej – 2013 r.[31]
Kobiety:

51 kg:  Żajna Szekierbiekowa 

60 kg:  Ołeksandra Sydorenko

75 kg:  Lidia Fidura

Mężczyźni:

49 kg:  Patrick Lourenço

52 kg:  Andrew Selby

56 kg:  Mehmet Topçakan

60 kg:  Robson Conceição

64 kg:  Fatih Keleş

69 kg:  Souleymane Cissokho

75 kg:  Anthony Fowler

81 kg:  Pawieł Siljagin

91 kg:  Aleksiej Siewostianow

+ 91 kg:  Serhij Werwejko

### XXXI Turniej – 2014 r.[32]
Kobiety:

51 kg:  Nicola Adams 

60 kg:  Karolina Michalczuk

75 kg:  Lidia Fidura

Mężczyźni:

49 kg:  Erżan Żomart

52 kg:  Grzegorz Kozłowski

56 kg:  Michael Conlan

60 kg:  Otar Eranosian

64 kg:  Witalij Dunajcew

69 kg:  Zaal Kwaczatadze

75 kg:  Ołeksij Kazim-Zade

81 kg:  Pawieł Siljagin

91 kg:  Igor Jakubowski

+ 91 kg:  Cam Awesome

### XXXII Turniej – 2015 r.[33]
Kobiety:

51 kg:  Sandra Drabik 

60 kg:  Mira Potkonen

75 kg:  Nouchka Fontijn

Mężczyźni:

49 kg:  Aqeel Ahmed

52 kg:  Jack Bateson

56 kg:  Peter McGrail

60 kg:  Dawid Michelus

64 kg:  Sam Maxwell

69 kg:  Witalij Tereszczuk

75 kg:  Michael O’Reilly

81 kg:  Mateusz Tryc

91 kg:  David Nyika

+ 91 kg:  Paweł Wierzbicki

### XXXIII Turniej – 2016 r.[34]
Kobiety:

51 kg:  Sandra Drabik 

54 kg:  Marielle Hansen 

60 kg:  Sandy Ryan

64 kg:  Kinga Siwa

75 kg:  Elżbieta Wójcik

81 kg:  Sylwia Kusiak

Mężczyźni:

49 kg:  Harvey Horn

52 kg:  Will Cawley

56 kg:  Peter McGrail

60 kg:  Enrico Lacruz

64 kg:  Dalton Smith

69 kg:  Cyrus Pattinson

75 kg:  Max van der Pas

81 kg:  Arkadiusz Szwedowicz

91 kg:  Tomasz Bohdanowicz

+ 91 kg:  Amir Elsaey

### XXXIV Turniej – 2017 r.[35]
Kobiety:

51 kg:  Virginia Fuchs 

57 kg:  Anna Alimardanova 

60 kg:  Mira Potkonen

69 kg:  Nadine Apetz

75 kg:  Busenaz Sürmeneli

Mężczyźni:

49 kg:  Szalkar Ajkinbaj

52 kg:  David Alaverdian

56 kg:  Jordan Rodriguez

60 kg:  Sofiane Oumiha

64 kg:  Askar Erubek

69 kg:  Mateusz Kostecki

75 kg:  Max van der Pas

81 kg:  Peter Müllenberg

91 kg:  Roy Korving

+ 91 kg:  Joseph Goodall

### XXXV Turniej – 2018 r.[36]
Kobiety:

51 kg:  Graziele Souza 

57 kg:  Nesty Petecio 

60 kg:  Mira Potkonen

69 kg:  Elina Gustafsson

75 kg:  Nouchka Fontijn

Mężczyźni:

49 kg:  Bator Sagałujew

52 kg:  Ian Clark Bautista

56 kg:  Ilias Sulejmanow

60 kg:  Khursant Imankuliev

64 kg:  Begdaulet Ibragimow

69 kg:  Asłanbek Szymbergenow

75 kg:  Gleb Bakszi

81 kg:  Gieorgij Kuszitaszwili

91 kg:  Anton Pinczuk

+ 91 kg:  Magomied Omarow